# Sedum dulcinomen
Sedum dulcinomen là một loài thực vật có hoa trong họ Crassulaceae. Loài này được G.L. Nesom miêu tả khoa học đầu tiên năm 1995.